# Sentència de l'Estatut de Catalunya

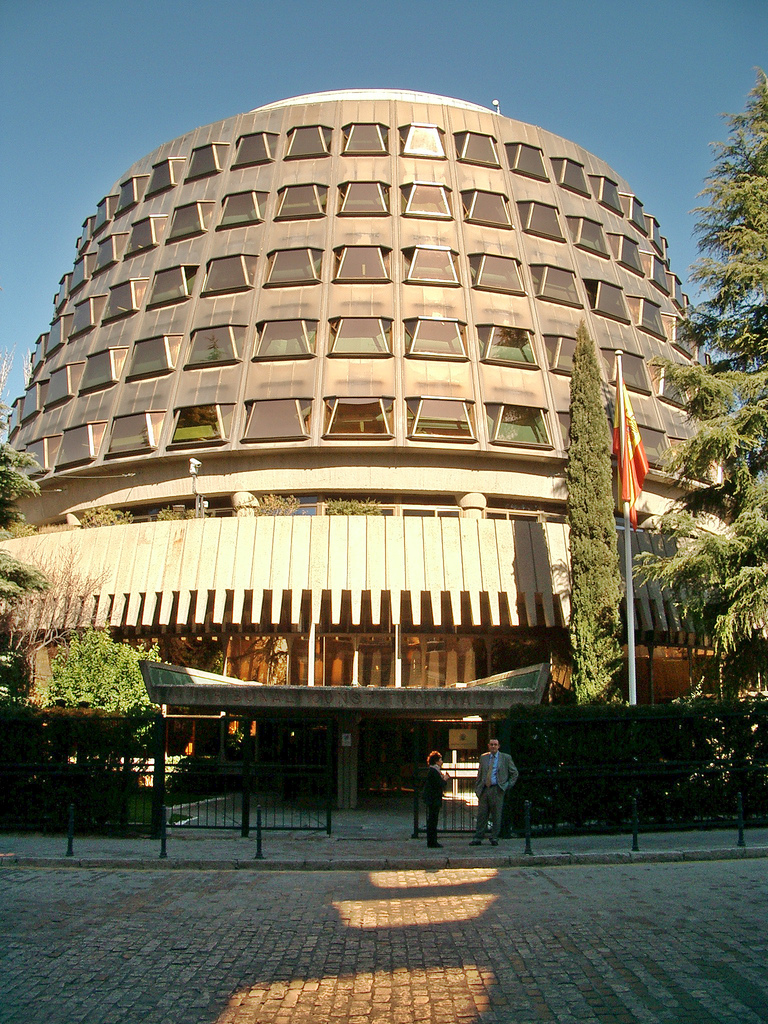
Tribunal Constitucional d'Espanya

La Sentència de l'Estatut de Catalunya és un document dictat pel Tribunal Constitucional d'Espanya que acaba un procediment judicial, pronunciat el 27 juny de 2010.
En l'encapçalament del document podem llegir el nom dels representants d'aquest tribunal: 
| « | El Ple del Tribunal Constitucional, compost per la senyora María Emilia Casas Baamonde, Presidenta, don Guillermo Jiménez Sánchez, don Vicente Conde Martín de Hijas, don Javier Delgado Barrio, la senyora Elisa Pérez Vera, don Eugeni Gai Montalvo, don Jorge Rodríguez-Zapata Pérez, don Ramón Rodríguez Arribas, don Pascual Sala Sánchez i el senyor Manuel Aragón Reyes, Magistrats, ha pronunciat EN NOM DEL REI. | » |

La sentència es va votar per blocs. El primer va ser el referit al preàmbul. En el segon bloc, en què es decidien els preceptes inconstitucionals, vuit magistrats enfront dels magistrats Javier Delgado i Jorge Rodríguez Zapata van votar per la inconstitucionalitat de 14 articles. El tercer bloc va ser el de les interpretacions d'articles de conformitat, aprovat per sis vots a quatre després que s'introduïssin matisos.
La sentència ocupa 881 folis: 449 d'antecedents, 234 de fonaments jurídics, tres de veredicte i 197 corresponents als vots particulars de cinc magistrats. El text complet de la decisió i els cinc vots particulars que l'acompanyen es van conèixer el 9 juliol 2010.

## Antecedents històrics
Les eleccions al Parlament de Catalunya (2003) van ser una derrota pel PSC que va guanyar en vots, però no en escons. Tot i així, ERC va decidir fer President de la Generalitat a Pasqual Maragall i així començà una nova etapa política. José Luis Rodríguez Zapatero, President del Govern d'Espanya al principi va donar suport al nou tripartit de Catalunya i en novembre, en el Palau Sant Jordi de Barcelona, davant de 20.000 persones, va prometre donar suport a la reforma de l'Estatut que aprovés el Parlament de Catalunya.
El 30 de setembre de 2005 el Parlament de Catalunya va aprovar la reforma de l'Estatut d'autonomia de 1979. Tots els grups polítics catalans menys el Partit Popular Català hi van donar suport. El mes de novembre del mateix any, una delegació del Parlament de Catalunya va defensar en el Congrés el text per a la reforma de l'Estatut català a l'inici del debat sobre la presa en consideració del projecte de llei orgànica. Els representants del Parlament van ser: Artur Mas i Gavarró (CiU), Manuela de Madre Ortega (PSC) i Josep-Lluís Carod Rovira (ERC). El 18 de juny del 2006 va ser ratificat pels catalans en referèndum, pels 74% dels votants. El dia 19 de juliol de 2006 Zapatero, President del Govern d'Espanya va signar el nou Estatut. Abans de la firma figura el següent text: Por tanto, mando a todos los españoles, particulares y autoridades que guarden y hagan guardar esta ley orgánica. També el Cap de l'Estat, Joan Carles I d'Espanya, ratificà la nova llei orgànica: A todos los que la presente vieren y entendieren. Sabed: Que las Cortes Generales han aprobado, los ciudadanos de Cataluña han ratificado en referéndum y Yo vengo en sancionar la siguiente ley orgánica. L'entrada en vigor del nou Estatut va ser el 9 d'agost del 2006.
A les Corts espanyoles semblava que molts diputats estaven satisfets amb l'aprovació de l'Estatut després de totes les retallades que van fer. Personalitats històriques del Congrés van arribar a afirmar: Lo he raspao y lo he dejao más limpio que una patena (Alfonso Guerra González). Aquest tipus de declaracions públiques va tenir l'aplaudiment de diaris espanyols conservadors i monàrquics com ABC. Tot i així, immediatament, el PP va presentar el recurs d'inconstitucionalitat núm. 8045-2006, interposat pels 99 diputats del partit en el Congrés dels Diputats, contra diversos preceptes de la Llei orgànica 6/2006, de 19 de juliol, de reforma de l'Estatut d'Autonomia de Catalunya. Aquest partit polític va impugnar 128 dels 223 articles de nou Estatut; i va fer alhora una campanya el mateix any, recollint signatures per tot l'Estat contra l'Estatut i demanant un referèndum estatal sobre l'Estatut de Catalunya.

## El veredicte

### Preàmbul
- La nació espanyola és l'única que reconeix la Constitució segons la sentència. Els termes nació i realitat nacional utilitzats en el Preàmbul de la Constitució Espanyola de 1978 referits a Catalunya no tenen eficàcia jurídica, segons aquests magistrats: Carecen de eficacia jurídica interpretativa las referencias del preámbulo del Estatuto de Cataluña a Cataluña como nación y a la realidad nacional de Cataluña.[11]

### Articles inconstitucionals
14 articles del text de l'Estatut van quedar anul·lats per la sentència i 23 preceptes més van rebre una reinterpretació del contingut.
Són inconstitucionals i, per tant, nuls:
- L'expressió "i preferent" de l'apartat 1 de l'article 6.
- L'apartat 4 de l'article 76.
- L'incís amb caràcter exclusiu de l'apartat 1 de l'article 78.
- Els incisos i amb la participació del Consell de Justícia de Catalunya dels apartats 5 i 6 de l'article 95.
- L'article 97.
- Els apartats 2, lletres a), b), c), d) ie), i 3 de l'article 98.
- L'incís pel president o presidenta del Tribunal Superior de Justícia de Catalunya, que el presideix, i de l'apartat 1 de l'article 99.
- L'apartat 1 de l'article 100.
- L'incís o al Consell de Justícia de Catalunya de l'apartat 1 i l'apartat 2 de l'article 101.
- L'incís com a principis o mínim comú normatiu en normes amb rang de llei, excepte en els supòsits que es determinin d'acord amb la Constitució i el present Estatut de l'article 111.
- L'incís els principis, regles i estàndards mínims que estableixin de l'apartat 2 de l'article 120.
- L'incís els principis, regles i estàndards mínims fixats en de l'apartat 2 de l'article 126.
- L'incís sempre que portin a terme un esforç fiscal també similar de l'apartat 3 de l'article 206.
- L'incís pot incloure la capacitat legislativa per establir i regular els tributs propis dels governs locals i de l'apartat 2 de l'article 218.

S'afirma que la llengua catalana no pot ser l'única llengua vehicular a l'escola.

### Preceptes
No són inconstitucionals, sempre que s'interpretin en els termes establerts en el corresponent fonament jurídic que s'indica, els següents preceptes:
- L'article 5 (FJ 10).
- L'apartat 2 de l'article 6 (FJ 14 b).
- L'apartat 1 de l'article 8 (FJ 12).
- L'apartat 5 de l'article 33 (FJ 21).
- L'article 34 (FJ 22).
- L'apartat 1 i el primer enunciat de l'apartat 2 de l'article 35 (FJ 24).
- L'apartat 5 de l'article 50 (FJ 23).
- L'art. 90 (FJ 40).
- Els apartats 3 i 4 de l'article 91 (FJ 41).
- L'apartat 2 de l'article 95 (FJ 44).
- L'article 110 (FJ 59).
- L'article 112 (FJ 61).
- L'article 122 (FJ 69).
- L'apartat 3 de l'article 127 (FJ 73).
- L'article 129 (FJ 76).
- L'article 138 (FJ 83).
- L'apartat 3 de l'article 174 (FJ 111).
- L'article 180 (FJ 113).
- L'apartat 1 de l'article 183 (FJ 115).
- L'apartat 5 de l'article 206 (FJ 134).
- Els apartats 1 i 2, lletres a), b) i d) de l'article 210 (FJ 135).
- L'apartat 1, lletra d), de l'article 222.
- L'apartat 1, lletra i), de l'article 223 (FJ 147).

### Disposicions addicionals
No són inconstitucionals, sempre que s'interpretin en els termes establerts en el corresponent fonament jurídic que s'indica, les següents disposicions:
- L'apartat 1 de la disposició addicional tercera (FJ 138).
- Les disposicions addicionals vuitena, novena i desena (FJ 137).

## Primeres conseqüències polítiques

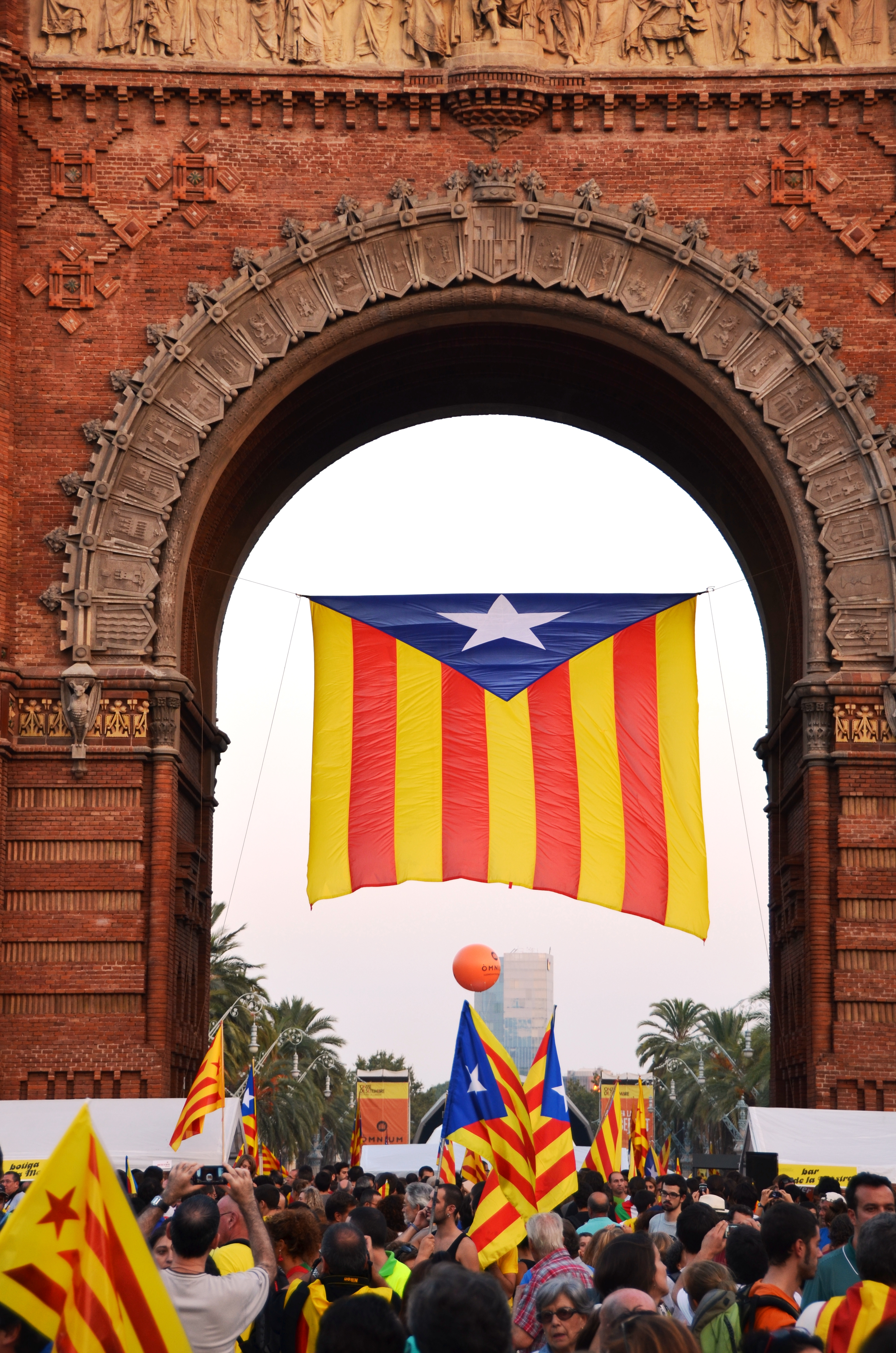
11s2012 Arc de Triomf

La resposta del poble de Catalunya va ser contundent: la manifestació més gran de la història de la democràcia a Catalunya, el 10 de juliol de 2010, amb el lema Som una nació, nosaltres decidim i va rebre suport públic des de l'estranger.
El 25 de juliol de 2012 els parlamentaris catalans demanaren el concert econòmic sense el suport del PSC ni del PP. El Parlament de Catalunya va aprovar la reclamació d'un pacte fiscal, en què la Generalitat de Catalunya recaptés tots els tributs i disposés d'una Agència Tributària pròpia.
L'11 de setembre de 2012 va tenir lloc a Barcelona la Manifestació «Catalunya, nou estat d'Europa» organitzada per l'Assemblea Nacional Catalana durant la Diada Nacional de Catalunya. La presidenta de l'ANC, Carme Forcadell, va dir: el 12 de setembre, el Govern haurà de començar a treballar per la independència de Catalunya. La reivindicació de la independència superà la manifestació de 2010 contra la sentència de l'Estatut.
L'any 2013, el Concert per la Llibertat celebrat al Camp Nou de Barcelona el 29 de juny, organitzat per Òmnium Cultural juntament amb altres entitats de la societat civil i la Via Catalana, que va ser una cadena humana d'uns 400 quilòmetres a Catalunya i el nord del País Valencià proposada per l'ANC amb l'objectiu de reivindicar la independència de Catalunya per l'Onze de Setembre.